# Lifelines (песня)
«Lifelines» (с англ. — «Линии жизни») — второй сингл норвежской группы a-ha из их одноимённого седьмого студийного альбома Lifelines и 31-й в дискографии группы. Вышел 8 июля 2002 года.

## Музыкальное видео
Видеоклип на песню «Lifelines» основывается на норвежской короткометражной ленте 1991 года A Year Along the Abandoned Road режиссёра Мортена Скаллеруда. Кадры в фильме проносятся со скоростью в 50 тысяч раз быстрее скорости съёмки. Оригинальный двенадцатиминутный фильм был снят более чем за 105 дней, и был отредактирован с целью подогнать его под продолжительность песни и добавить сцены с участниками группы.
Сюжетом короткометражки является Бьорфйорд — полузаброшенный рыбацкий посёлок в северной Норвегии, близ Хаммерфеста.
Первую сцену клипа сопровождают строчки стихотворения, написанного королём Норвегии Улафом V (1903—1991):
When I look back

I see the landscapes

That I have walked through

But it is different

All the great trees are gone

It seems there are

Remnants of them

But it is the afterglow

Inside of you

Of all those you met

Who meant something in your life— Olav Rex, August 1977

## Списки композиций
| №  | Название                               | Длительность |
| -- | -------------------------------------- | ------------ |
| 1. | «Lifelines» (Album Version Edit)       | 3:58         |
| 2. | «Lifelines» (Boogieman Remix)          | 4:52         |
| 3. | «Lifelines» (Console Remix)            | 4:28         |
| 4. | «Lifelines» (Palace of Pleasure Remix) | 4:44         |
| 5. | «Lifelines» (Millenia Nova Remix)      | 5:41         |

| №  | Название                                            | Длительность |
| -- | --------------------------------------------------- | ------------ |
| 1. | «Lifelines» (Album Version Edit)                    | 4:01         |
| 2. | «Solace» (Tore Johansson Version)                   | 5:08         |
| 3. | «Dragonfly» (Magne Furuholmen Solo Version)         | 3:39         |
| 4. | «Turn the Light Down» (Langer & Winstanley Version) | 4:48         |
| 5. | «Lifelines» (Demo)                                  | 5:18         |
| 6. | «You Wanted More» (Stephen Hague Version)           | 3:40         |

| №  | Название                      | Длительность |
| -- | ----------------------------- | ------------ |
| 1. | «Lifelines» (Radio Edit)      | 3:57         |
| 2. | «Hunting High and Low» (Live) | 7:07         |
| 3. | «Manhattan Skyline» (Live)    | 6:13         |
| 4. | «Lifelines» (видеоклип)       |              |

| №  | Название                 | Длительность |
| -- | ------------------------ | ------------ |
| 1. | «Lifelines» (Radio Edit) | 3:59         |

| №  | Название                              | Длительность |
| -- | ------------------------------------- | ------------ |
| 1. | «Lifelines» (Apoptygma Berzerk Remix) | 6:22         |

| №  | Название                                        | Длительность |
| -- | ----------------------------------------------- | ------------ |
| 1. | «Lifelines» (Palace of Pleasure Rmx)            | 4:46         |
| 2. | «Summer Moved On» (Remix)                       | 6:02         |
| 3. | «Minor Earth Major Sky» (Ian Pooley’s Deep Mix) | 6:14         |
| 4. | «Solace» (Tore Johansson Version)               | 5:09         |
| 5. | «Velvet» (Millenia Nova Mix)                    | 3:58         |
| 6. | «Lifelines» (Millenia Nova Rmx)                 | 5:41         |
| 7. | «Dragonfly» (Magne Furuholmen Solo Version)     | 3:36         |

- «Живые» треки записаны 24 марта 2001 года на Vallhall Arena[англ.] в Осло.

## Чарты
| Чарт (2002)          | Позиция |
| -------------------- | ------- |
| VG-lista             | 18      |
| Media Control Charts | 32      |
| UK Singles Chart     | 67      |